# Izrael Friedman
Izrael Friedman z Różyna  (hebr. ‏ישראל פרידמן מרוז'ין‎, ur. 5 października 1796 lub 1797 w Pohrebyszczach, zm. 9 października 1850 w Sadagórze) – rabin, cadyk, syn Szołema Szachny, prawnuk Wielkiego Maggida. Izrael Friedman był założycielem dynastii cadyków sadagórskich.

## Potomstwo
- syn Szalom Józef
  - wnuk Izrael
    - prawnuk Izaak Friedman, cadyk rymanowski